# Mărășești, Mehedinți
Mărășești este un sat ce aparține orașului Baia de Aramă din județul Mehedinți, Oltenia, România. Se află în partea de nord-vest a județului, în Podișul Mehedinți, pe Brebina.

## Personalități
Singurul nume cunoscut din această localitate este artista Olguta Berbec, interpretă de muzică populară, solistă a ansamblului artistic profesionist ”Doina Gorjului” din Târgu Jiu. A participat la nenumărate festivaluri de folclor unde a obținut premii importante, apoi au urmat participări în turnee și spectacole în țară și străinătate alături de interpreți consacrați, cu acompaniamentul unor orchestre de renume, sub bagheta unor dirijori de excepție și organizate de marii realizatori ai spectacolelor și emisiunilor de folclor din țara noastră, d-na Marioara Murărescu, d-na Elize Stan.